# Yanez de Gomera
Yanez de Gomera è un personaggio immaginario creato dal celebre scrittore italiano di romanzi d'avventura Emilio Salgari. È un corsaro portoghese che segue fedelmente il bornese Sandokan nel ciclo indo-malese.
Yanez incontrò Sandokan quasi casualmente mentre stava viaggiando su una nave verso Labuan. La nave venne, successivamente, attaccata proprio da Sandokan e dai suoi compagni, i quali catturarono Yanez e lo condussero a Mompracem. Qui il portoghese non venne ucciso, in quanto Sandokan non uccideva i prigionieri, e divenne amico intimo della "Tigre della Malesia" che arrivò, ben presto, ad amare Yanez "forse più di un fratello!".
Il personaggio di Yanez (il cui nome è in realtà spagnolo e non portoghese) sembrerebbe essere ispirato a Paolo Solaroli di Briona, un avventuriero italiano che giunse in India in cerca di fortuna e vi si stabilì al servizio dell'anziana Begum, vedova del re di Sirdhanah e a capo dello stato indiano per anni.

## Ruolo nelle opere di Salgari
Nei romanzi del "primo ciclo di Sandokan", Yanez è prevalentemente un co-protagonista, con due importanti eccezioni: la prima è costituita dal secondo romanzo del ciclo, I misteri della jungla nera (titolo originale Gli amori di un selvaggio), che narra le avventure di Tremal-Naik e Kammamuri contro i Thugs delle Sunderbunds, comandati dal feroce Suyodhana. In questo romanzo, nel quale anche l'ambientazione non è quella malese, Yanez non compare affatto (come del resto Sandokan e i tigrotti stessi). La seconda eccezione la si trova ne Il Re del Mare (1906); in questo caso, il portoghese è personaggio fulcro di tutta la parte prima del romanzo (nella quale Sandokan è assente) ed è in primo piano anche nella parte seconda, nella quale finalmente appare anche il pirata malese, rimasto completamente fuori dall'azione nelle pagine precedenti.
Il "secondo ciclo di Sandokan", frutto dell'ultima produzione salgariana (che più s'avvicina al personaggio del portoghese), in realtà è quasi un "ciclo di Yanez". L'ormai sultano dell'Assam è innanzitutto protagonista del romanzo apri-fila del ciclo La riconquista del Mompracem, in cui Sandokan compare solo dopo molte decine di pagine per salvare l'amico fraterno e riconquistare con le armi il suo antico covo, strappatogli dagli inglesi ne Il Re del Mare. Questo romanzo è anche l'ultimo ad ambientazione malese. Da Il Bramino dell'Assam in avanti, infatti, l'azione si svolgerà nel reame di Yanez e Surama; proprio in questo romanzo Sandokan è, per la prima volta, completamente assente dalla scena e si percepisce fortemente un dualismo quasi psicotico tra Yanez e il suo oscuro antagonista, il Bramino.
Nel seguito, intitolato La caduta di un Impero, è il particolare evolversi degli eventi - che assumono una chiave volutamente rapida e quasi spasmodica - a favorire nei primi capitoli una ribalta di personaggi minori (quali il Rajaputo, il Cacciatore di Topi e Kammamuri, in particolare). Yanez riappare al centro della scena solo dopo diversi capitoli (in totale, sono 12). Ulteriore particolarità di questo romanzo è che il finale quasi non può dirsi tale, perché si riallaccia direttamente al successivo La rivincita di Yanez, nel quale i due fraterni amici Yanez e Sandokan si ritrovano finalmente per sconfiggere assieme il loro ultimo nemico, il rajah Sindhia. Nonostante il titolo, peraltro, in questo romanzo è soprattutto il pirata malese a giocare spesso un ruolo chiave e Yanez ritorna al suo consueto ruolo di co-protagonista della vicenda romanzesca.

## Personaggio

### Aspetto
(Prima descrizione del personaggio, Emilio Salgari, Le tigri di Mompracem.)
Yanez, come lo stesso Sandokan, è dipinto come una sorta di pirata gentiluomo. È affascinante, prestante fisicamente, slanciato ed attraente. Le caratteristiche che maggiormente risaltano in Yanez sono il suo sguardo freddo, la sua carnagione bianca (Yanez, infatti, è un europeo), i suoi occhi azzurri, i baffi neri e l'eterna sigaretta in bocca. Salgari, nelle sue descrizioni, precisa molto spesso l'eleganza del portoghese; ne I pirati della Malesia, ad esempio, lo descrive con una giacca di velluto marrone con bottoni d'oro, stretta ai fianchi da una larga fascia di seta azzurra, calzoni di broccatello, lunghi stivali di pelle rossa a punta rialzata e un ampio cappello di paglia di vera Manilla in testa. Quindi, già dal suo aspetto, il personaggio è mostrato in chiave antitetica rispetto a quello degli altri pirati malesi, i quali sono trascurati e si presentano per la maggior parte "mezzi nudi".
Nel primo romanzo, Le tigri di Mompracem, Salgari descrive Yanez come "un uomo sui trentatré o trentaquattro anni", sottolineando il personaggio un po' più anziano di Sandokan. Queste due affermazioni portano a delle incongruenze nel successivo romanzo del ciclo, I pirati della Malesia, nel quale Yanez risulta avere ancora un'età tra i trentadue e i trentaquattro anni, quando dovrebbe avere un'età più matura, visto che tra il primo libro e il secondo passano almeno 7 anni (il primo cominciava nel 1849 mentre il secondo nel 1856), e inoltre viene descritto nel secondo romanzo più giovane di Sandokan, in quanto quest'ultimo ha circa trentaquattro o trentacinque anni. Lo stesso errore si ripete anche ne Il Re del Mare, nel quale Salgari attribuisce a Yanez un'età superiore ai cinquant'anni, quando poi, seguendo la cronologia dei libri precedenti, dovrebbe avere un'età inferiore di almeno dieci anni. Le incongruenze cronologiche, tuttavia, sono molto frequenti nei romanzi di Salgari e non riguardano solo Yanez, ma anche altri personaggi o addirittura eventi.

### Personalità
Salgari inserisce Yanez al fianco di Sandokan sin dal primo romanzo Le tigri di Mompracem, considerandolo quasi complementare al terribile pirata. Spesso si parla di Sandokan come corsaro, ma i corsari erano muniti di regolari "patenti di corsa" che venivano accordate da alcuni stati o iniziavano gli eventi bellici solo dopo regolari azioni di guerra, tutte cose che Sandokan non fa; inoltre il corsaro si accanisce di solito contro le navi di una sola nazione mentre Sandokan attacca e depreda tutte le navi che incontra, almeno all'inizio del ciclo. Yanez è un combattente eccezionale, audace e fedele fino alla morte come ogni "tigrotto" che si rispetti, ma è soprattutto intelligente ed elegante, astuto e ingegnoso, ironico e sempre ottimista, caratteristiche che ne fanno subito una sorta di co-protagonista nelle vicende del ciclo.
Oltretutto è dotato di nervi molto saldi e, differentemente dall'amico Sandokan, è in grado di sopprimere le proprie emozioni ed agire freddamente senza lasciarsi condizionare dalla situazione. Contrariamente a Sandokan, Yanez non è avventato e spesso consiglia al suo amico di essere prudente prima di andare incontro al pericolo; infatti sarà proprio Yanez ad avere dei seri dubbi sul viaggio di Sandokan per Labuan e tenterà di convincere l'amico ad abbandonare la missione e, successivamente al rifiuto della Tigre della Malesia, gli consiglierà di essere molto prudente.
Molto spesso dà prova della sua benevolenza; ad esempio risparmia Kammamuri, colpito dalla forza e dal coraggio del maharatto durante l'arrembaggio della nave Young-India. Yanez tende spesso a frenare l'entusiasmo di Sandokan, che si scaglia sui pericoli molto più facilmente, e spesso tocca al portoghese mettere in guardia la Tigre della Malesia. Ad esempio Yanez tenta di convincere Sandokan a non partire per Labuan e gli prega di fare attenzione. Yanez, come Sandokan, è molto legato al ricordo della Perla di Labuan e, spesso, si commuove a parlarne come accade durante due discussioni con Kammamuri a Mompracem e poi durante il viaggio per Sarawak.
Nel corso dei romanzi, si inizia a notare un cambiamento nella personalità del personaggio. Yanez perde spesso la sua proverbiale flemma inglese e rivela una natura sconosciuta nei romanzi precedenti. Il primo cambiamento si ha in occasione dell'incontro con Surama, che riuscirà infine a conquistare il cuore del flemmatico portoghese. Proprio durante la conoscenza della donna, Yanez verrà meno al suo atteggiamento distaccato e impassibile e diventerà timido e impacciato. Si offrirà di guarire la donna dalla ferita d'arma da fuoco, improvvisandosi suo medico personale, e rivelerà a Sandokan di non aver "mai veduto una fanciulla così bella". Negli ultimi tre romanzi il cambiamento del personaggio è molto delineato. Lo si vede apprensivo per le sorti del suo Impero, e soprattutto di Surama, sua moglie; si rivela frustrato dalle mosse del nemico, che - mai come nel secondo ciclo - appare strisciante e nettamente superiore alle forze disponibili ai tigrotti. Episodio lampante sia il pugno in pieno volto rifilato nel romanzo Il Bramino dell'Assam, proprio al Bramino - suo prigioniero - che, nella circostanza, perde addirittura l'uso di un occhio (organo molto importante per il personaggio in questione, che è infatti un abile ipnotizzatore).

### I travestimenti
Ama inoltre mascherarsi, indossare cioè le vesti del suo nemico (caratteristica esaltata notevolmente dagli adattamenti cinematografici di Sergio Sollima); addirittura, fino al romanzo La riconquista del Mompracem, il travestimento di Yanez e il suo spingersi sotto mentite spoglie dentro la tana dei nemici rappresentano un fortunato leitmotiv di quasi tutte le vicende romanzesche. Tali travestimenti sono serviti o per ingannare i nemici, per far cadere i nemici in trappola (come accade in Le tigri di Mompracem in cui Yanez, impersonando un fantomatico fratello del baronetto William Rosenthal, si introduce nella villa di Lord Guillonk e convince il lord a rifugiarsi a Vittoria con Marianna, facendoli cadere in una trappola di Sandokan) o ancora liberare dei compagni (come accade ne I pirati della Malesia in cui Yanez, fingendosi un compatriota del raja James Brooke, riesce ad entrare nelle prigioni di Sarawak dove libera Tremal-Naik tramite una sorta di pozione che rende morti apparentemente per un breve periodo).

## Adattamenti
Negli anni settanta l'attore francese Philippe Leroy interpretò Yanez sul piccolo schermo nello sceneggiato Sandokan nel 1976, prodotto dalla Rai. Lo sceneggiato si rivelò un grandissimo successo e spinse gli autori a ideare un seguito dal titolo La tigre è ancora viva: Sandokan alla riscossa!, sempre interpretato da Leroy. In entrambi i film, l'attore è doppiato in italiano da Giuseppe Rinaldi.
Nella miniserie televisiva Il ritorno di Sandokan, Yanez è interpretato da Fabio Testi, con la voce italiana di Romano Malaspina. La scelta di sostituire Fabio Testi a Philippe Leroy fu soggetto di numerose discussioni: i produttori sostenevano che Leroy fosse troppo anziano per reinterpretare il personaggio, mentre l'attore francese rivelò che fu proprio lui a rifiutare la parte per non interpretare un personaggio "dimezzato". Nel film del 2000 Teste di cocco, con Alessandro Gassmann, Gianmarco Tognazzi e Manuela Arcuri, Leroy reinterpreta tale personaggio, in quanto i protagonisti vedendolo lo chiamano Yanez, anche se lui stesso dice che oramai tutti lo chiamano così.
Nelle serie a cartoni animati della Mondo TV Sandokan - La tigre della Malesia, Yanez è doppiato nella prima stagione da Stefano Billi e dalla seconda in poi da Corrado Conforti . Come il "fratellino" è più giovane della controparte letteraria, e conosce Sandokan solo poco dopo l'inizio della vicenda. Inoltre è sempre in compagnia di un camaleonte di nome Paco, che appena nato ha ricevuto "imprinting" dall'uomo e diventa a volte l'elemento comico della situazione; inoltre, uno degli elementi sovrannaturali aggiunti, l'uomo porta sempre con sé un amuleto che chiama "zuk", capace di rivelare se la situazione intorno a lui o agli amici è sicura o pericolosa e se si prospetta di ottenere denaro.

## Influenze culturali
- Per il Festival di Sanremo 2011, il cantante italiano Davide Van De Sfroos ha presentato il brano dal titolo Yanez, che dà nome all'album già pronto prima dell'ufficializzazione della sua presenza alla manifestazione ligure[21].Come dichiarato dallo stesso artista, Yanez è un omaggio alla figura di suo padre Tiziano (soprannominato "Tizyanez"), appassionato dei romanzi di Salgari e con una certa somiglianza con Philippe Leroy, interprete di Yanez de Gomera nello sceneggiato televisivo degli anni settanta, che ha passato gli ultimi anni della sua vita a Cesenatico[22][23][24].
- A Yanez è dedicata una citazione anche nella canzone Le rane di un altro gruppo italiano, i Baustelle ("ma voglio immortalarti e ricordarti così /coi sandali e il coraggio di Yanez / e porterò morendo quella gioia corsara con me"). Francesco Bianconi, membro del gruppo, ha affermato: "Non ho citato tanto l'eroe letterario, ma quello dello sceneggiato televisivo Sandokan. Una volta, da piccolo, ero in piazzetta a Montepulciano a giocare a pallone con gli amici, d'estate. A un certo punto arriva un maggiolino bianco che parcheggia proprio lì. Prima ne scende una signora che entra in un maglificio, dopo qualche minuto si apre l'altro sportello e scende lui, Philippe Leroy, che si mette a vedere la nostra partita. Uno di noi lo riconosce e gli urla proprio "Yaneeez!". Conservo ancora il suo autografo a casa"[25].
- Yanez, assieme a Sandokan e altri personaggi del ciclo indo malese è uno dei protagonisti del romanzo Ritornano le tigri della Malesia (El retorno de los tigres de la Malasia), del 2010 scritto da Paco Ignacio Taibo II.